# Marian Gołębiewski

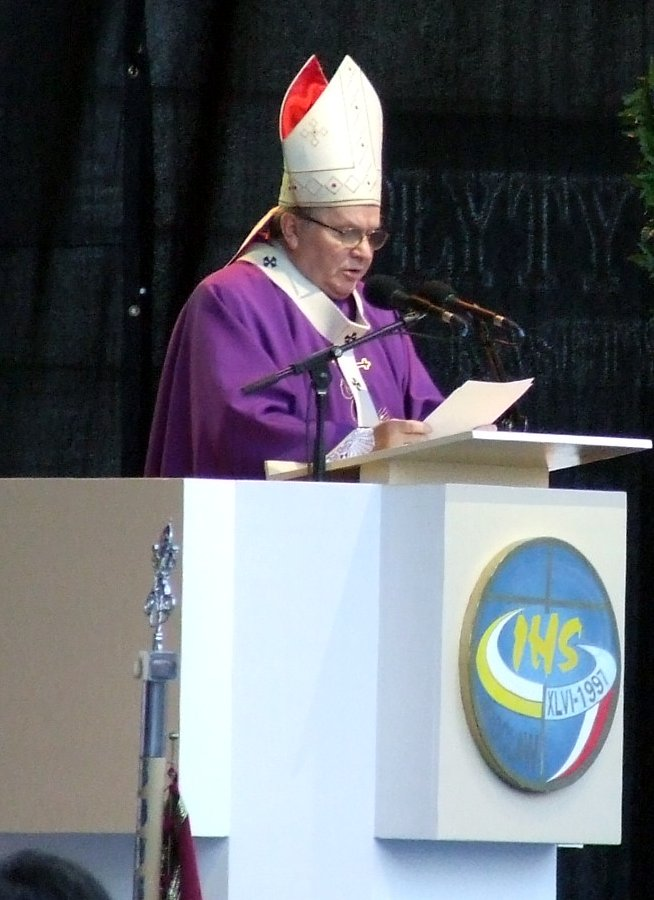
Erzbischof Marian Gołębiewski (vor 2006)

Marian Gołębiewski (* 22. September 1937 in Trzebuchów, Powiat Kolski; † 11. März 2024 in Breslau) war ein polnischer Geistlicher und römisch-katholischer Erzbischof von Breslau.

## Leben
Marian Gołębiewski besuchte nach der Grundschule in Dęby Szlacheckie das Knabenseminar in Włocławek (Leslau) und studierte anschließend Philosophie und Katholische Theologie am Priesterseminar in Włocławek. Am 24. Juni 1962 empfing er die Priesterweihe und war anschließend Kaplan in Ślesin und danach in Zduńska Wola. Ab 1966 studierte er an der Katholischen Universität Lublin und erwarb 1969 das Lizenziat im Fach Theologie. Das anschließende Studium am Päpstlichen Bibelinstitut in Rom schloss er mit dem Lizentiat der Bibelwissenschaften ab. Papst Johannes Paul II. verlieh ihm am 1. Dezember 1994 den Ehrentitel Kaplan Seiner Heiligkeit (Monsignore).
1975 wurde er zum Doktor der Theologie promoviert und wurde Dozent am Priesterseminar in Włocławek, dessen Regens er von 1983 bis 1992 war. Von 1992 bis 1993 war er Stipendiat am Institut Catholique de Paris und habilitierte sich 1994 an der Katholischen Theologischen Akademie in Warschau, wo er 1995 eine Professur für Bibelwissenschaft am Großen Seminar in Włocławek übernahm und später auch außerordentlicher Professor an der Theologischen Fakultät der Adam-Mickiewicz-Universität Posen war.
Am 20. Juli 1996 berief ihn Papst Johannes Paul II. zum Bischof von Koszalin-Kołobrzeg. Die Bischofsweihe spendete ihm der Apostolische Nuntius in Polen, Erzbischof Józef Kowalczyk, am 31. August desselben Jahres. Mitkonsekratoren waren der Erzbischof von Gnesen, Henryk Muszyński, und der Erzbischof von Stettin-Cammin, Marian Przykucki.
Am 3. April 2004 wurde er als Nachfolger von Kardinal Henryk Roman Gulbinowicz zum Erzbischof von Breslau ernannt.
Marian Gołębiewski war Mitglied im Päpstlichen Rat der Seelsorge für die Migranten und Menschen unterwegs. In der Polnischen Bischofskonferenz war er Mitglied der Sektion der Bibelwissenschaften in der Kommission der Glaubenslehre. Von 2004 bis 2013 war er neben seinem Metropolitenamt auch Großkanzler der Päpstliche Theologische Fakultät in Breslau (PWT; Papieski Wydział Teologiczny we Wrocławiu); 2008 wurde er mit der Ehrendoktorwürde der PWT ausgezeichnet.
Am 18. Mai 2013 nahm Papst Franziskus das von Marian Gołębiewski aus Altersgründen vorgebrachte Rücktrittsgesuch an.
Im August 2021 wurde mitgeteilt, dass er durch die Glaubenskongregation wegen Versäumnissen im Umgang mit Missbrauchsfällen zu einem „Leben in Buße und Gebet“ verurteilt wurde. Die Teilnahme an allen kirchlichen und weltlichen öffentlichen Feiern wurde ihm verboten. Als Buße sollte er einen angemessenen Betrag aus seinem eigenen Vermögen an eine Stiftung zur Prävention und Begleitung von Opfern sexuellen Missbrauchs zahlen.
Im Jahr 2011 ernannte ihn die KDStV Winfridia (Breslau) Münster im CV zum Protektor der ursprünglich aus Breslau stammenden Studentenverbindung. Dieser Titel wurde ihm 2021 wieder entzogen.

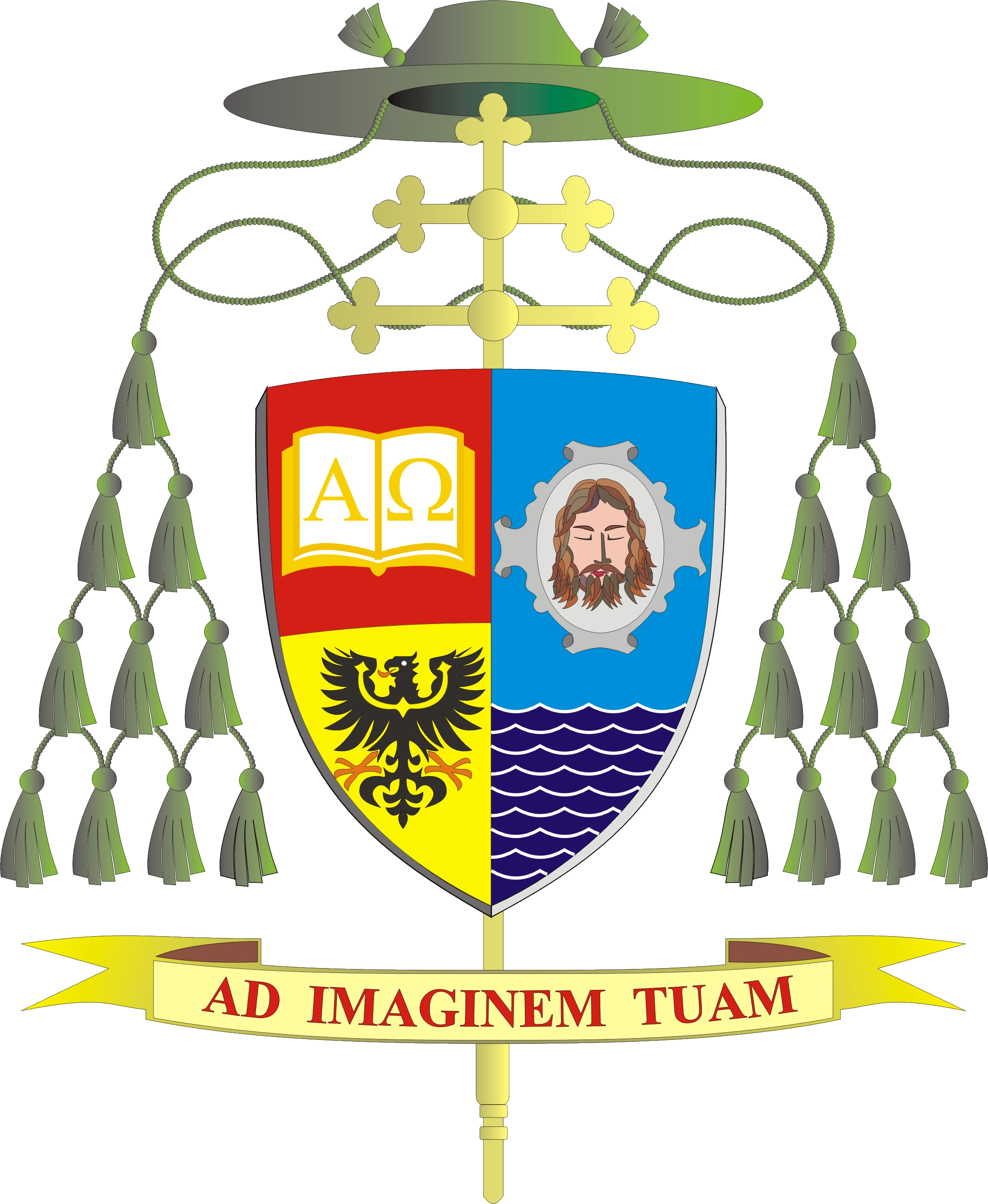
Wappenschild als Erzbischof von Breslau (2004–2013)
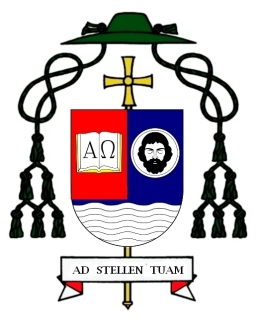
Wappen als Bischof von Koszalin-Kołobrzeg (1996–2004)